# Havering-atte-Bower
Havering-atte-Bower er en landsby i Greater London, England, der ligger i den nordligste del af London Borough of Havering. Landsbyen ligger omkring 24 km nordøst for Charing Cross. Det et ét af tre tidligere sogne, der dækker det historiske område Royal Liberty of Havering.
En række store huse og paladser ligger eller har ligget i Havering-atte-Bower inklusive Bower House, The Round House, Pyrgo Palace og Havering Palace.
Havering kan dateres tilbage til i hvert fald den saksiske periode. Arkæologisk funde i og omkring Havering Country Park viser at der har ligget en romersk villa eller lignende bygning.
I Domesday Book nævnes landsbyen som en af kong Harolds besiddelser i 1066 og kong Vilhelm i 1086. På dette tidspunkt var der 45 husholdninger, og den havde omkring 100 hektar eng og skovområde samt en vandmølle.